# David di Donatello 1963
La 8a edició dels premis David di Donatello, concedits per l'Acadèmia del Cinema Italià va tenir lloc el 28 de juliol de 1963 al Teatre grecoromà de Taormina. El premi consistia en una estatueta dissenyada per Bulgari.

## Guanyadors

### Millor director
- Vittorio De Sica - I sequestrati di Altona

### Millor productor
- Goffredo Lombardo - Il Gattopardo (ex aequo)
- Gaumont, Trianon, Ultra Film - Uno dei tre (ex aequo)

### Millor actriu
- Silvana Mangano - Il processo di Verona (ex aequo)
- Gina Lollobrigida - Venus imperial (ex aequo)

### Millor actor
- Vittorio Gassman - Il sorpasso

### Millor actriu estrangera
- Geraldine Page – Dolç ocell de joventut (Sweet Bird of Youth)

### Millor actor estranger
- Gregory Peck - To Kill a Mockingbird

### Millor pel·lícula estrangera
- The Longest Day, de Darryl F. Zanuck

### Targa d'oro
- Monica Vitti, per la seva interpretació a: Les Quatre Vérités dirigida per Alessandro Blasetti, Hervé Bromberger, René Clair i Luis García Berlanga
- Antoine Lartigue, per la seva interpretació (un dels nens) a: La Guerre des boutons; d'Yves Robert
- Alessandro Blasetti, pel conjunt de la seva filmografia